# Христина Геринович-Ланська
Христина Ґеринович-Ланська (25 грудня 1943( 5 січня 1944)) — українська актриса театру, знана своєю роботою в театральній трупі Прикарпатського Воєнного Округу (ПрикВО). Її творчість охоплює різноманітні жанри, від драми до комедії, і вона здобула визнання як серед глядачів, так і серед колег. 

## Біографія

### Родина
Батько — режисер Ґеринович Олександр Володимирович; мати — балерина Ланська (Ґеринович) Руфіна Михайлівна; брат— український диригент, педагог, професор Ґеринович Олександр Олександрович; дід — Ґеринович Володимир Олександрович; прадід — Лепкий Данило; донька —актриса та вчитель англійської мови Звєріна (Шершун) Анастасія Максимівна та онук— театрознавець, викладач Гугнин Денис Анатолійович.

### Ранні роки
Христина Ґеринович-Ланська народилась 25 грудня 1943 (5 січня 1944) у Львові, де з дитинства виявляла інтерес до театру та мистецтв. Після закінчення школи вона вступила до театрального інституту, де отримала професійну освіту та майстерність у акторській справі.
- 1961 — навчання у студії при театрі ім. Марії Заньковецької.
- 1963 — актриса театру ПрикВО (Прикарпатського Воєнного Округу)

### Ключові роботи в театрі
- Люціана  "Комедія помилок" В. Шекспір
- Сона "Ханума" А. Цагарелі
- П'єретта "Вісім кохаючих жінок" Р. Тома
- Адела "Дім Бернарди Альби" Ф. Г. Лорка
- Іскра "Гніздо глухаря" В. Розов
- Людмила "Ретро" О. Галін
- Ольга "Три сестри" А. Чехов
- Двойра "Біндюжник і король" І. Бабель
- Ірен Моллой "Сваха" ("Хелло, доллі") Т. Уайдлер
- Дорімена "Міщанин у дворянстві" Ж. Б. Мольєр
- Фена Степанівна "Шельменко-денщик" Г. Ф. Квітка-Основ'яненко
- Дендальська "Дами і Гусари" О. Фредро
- Аліса "Граємо Стріндберга" Ф. Дюренматт
- Шарлотта фон Штейн у моновиставі "Розмова в родині фон Штейн про пана Фон Гете" П. Хакса
- Ізадора у моновиставі "Ізадора" сценічна композиція Т. Малиновської за книгою Моє життя —  моє кохання" А. Дункан

### Робота на телебачені
- 1968-1969 — передача "Львівські вогниги"
- 1969-1970 — передача "Солдатські листи"

### Робота в кіно
- 1993 р. —  «Пастка» — український 5-серійний телефільм режисера Олега Бійми, знятий на студії «Укртелефільм» у 1993 році за мотивами повісті Івана Франка «Перехресні стежки». Прем'єра відбулася в 1993 році. У ролі Мати Соломії.
- 1993 р. —  «Злочин з багатьма невідомими» — 7-серійний мінісеріал, знятий студією «Укртелефільм» у 1993 році. У Ролі Мати Олімпії.
- 1995 р. – «Острів любові», Серія третя. «Природа» (За сюжетами Ольги Кобилянської). Епізодична роль.